# 覚仁
覚仁（かくにん、生没年不詳）は、平安時代末期の東大寺の僧。父は東大寺威儀師慶寿。
1132年（長承元年）以前に威儀師となり、1165年（永万元年）の役務停止となるまで東大寺が所有する荘園の拡大や東大寺の再興に功績を上げた。伊賀国黒田荘や大和国高殿荘をめぐり、目代（もくだい）や興福寺西金堂衆などと争ったが、僧綱を背景にした政治力と流暢な弁舌で有利に決着させ、相手側から「南京の悪僧」とまでいわれた。自らも大和国清澄荘の田を東大寺に寄進し、1127年（大治2年）東寺が炎上した際には「十二天画像」や「五大尊画像」などを修理している。